# تفجيرات العراق 23 تموز 2012
تفجيرات العراق 23 تموز 2012 هي سلسة من التفجيرات (حوالي 30 هجوماً) ضربت العاصمة العراقية بغداد ومناطق إلى الشمال والجنوب منها، ادت إلى مقتل 110 عراقيين، قضى ثلثهم تقريبا في تفجيرات متزامنة ضربت مدينة التاجي. واعلن تنظيم القاعدة مسؤليته عنها ضمن عمليه اسماها «هدم الأسوار».

## نبذة
شملت الهجمات -التي لم تفصل بينها إلا بضع ساعات- 13 مدينة، وطالت أهدافا أمنية ومدنية.
في التاجي -التابعة لمحافظة صلاح الدين شمالي بغداد- وحدها قتل 41 شخصا عندما انفجرت عبوات ناسفة بشكل متزامن أمام مجمع سكني، تبعها هجوم آخر نفذه شخص يرتدي حزاما ناسفا فجره عند وصول رجال الأمن والإسعاف إلى موقع الهجوم الأول.
كما قتل 15 جنديا عندما استهدف مسلحون قاعدة عسكرية في مدينة بلد -التابعة للمحافظة نفسها- بهجوم مهدوا له بقصفٍ بقذائف الهاون، حسب ما ذكره ضابط عراقي لوكالة الأنباء الفرنسية. وفي كركوك، قالت الشرطة إن 11 شخصا على الأقل قتلوا -بينهم شرطيان وأربعة من الأمن الكردي- في انفجار سيارات مفخخة بصورة متزامنة، بينما قضى تسعة في تفجيرات متفرقة ضربت الموصل وبلدة البعاج المجاورة. كما سقط عشرات القتلى والجرحى في هجمات أخرى بحييْ الحسينية واليرموك في بغداد، وفي مدينتيْ المحمودية والنجف إلى الجنوب منها، وفي إطلاق نار استهدف حواجز أمنية وتفجيرات استخدمت فيها عبوات في محافظة ديالى شمالا.
وقد فجرت القوات الامنية في قضاء بلد الشيعية سيارتين كانتا معدتين للتفجير من قبل أحد الارهابيين دون أي خسائر أو اصابات تذكر، وتم القاء القبض على أحد الارهابيين من منطقة الضلوعية، وذلك اثناء محاولته ادخال سيارة مفخخة ثالثة.
وكان تنظيم 'دولة العراق الإسلامية' قد تعهد بتكثيف عملياته، مؤكدا أنه عاد إلى معاقله التي غادرها سابقا، وداعيا المقاتلين العرب للعودة إلى العراق، حيث يحظى التنظيم بدعم غالبية السنة حسب قائد التنظيم أبو بكر البغدادي.
وقال صحفي كردي عراقي للجزيرة في اتصال من كركوك إن الهجمات تبدو ردا على حملات أمنية استهدفت القاعدة، وأسفرت عن اعتقال بعض قادة التنظيم. وقال عضو مجلس النواب العراقي حكيم الزاملي إن تنظيم القاعدة يحاول توجيه رسالة تقول إنه لا يزال قويا، ويمكنه أن يضرب في التوقيت والمكان اللذين يختارهما.

## وصلات خارجية
غداة تهديدات تنظيم القاعدة مئات القتلى والجرحى في العراق 

جارديان: تنظيم القاعدة مسئول عن تفجيرات العراق